# 鄭錫文
鄭錫文（1462年—？），字禹範，福建福州府長樂縣人，民籍，明朝政治人物。

## 生平
成化十九年（1483年）癸卯科福建鄉試第四十八名舉人，弘治六年（1493年）中式癸丑科會試第一百八名，三甲第三十一名進士。授浙江義烏縣知縣，十五年二月实授南京廣東道監察御史。掌印太監劉瑾擅政，臺諫皆成其私人，鄭錫文以疾辭歸。正德五年（1510年）劉瑾伏誅，起復原職，八年（1513年）九月升雲南按察司僉事，升廣東布政使司左參議，十六年（1521年）三月升貴州布政使司左參政，升廣西右布政使。

## 家族
曾祖鄭樞；祖父鄭烜；父鄭坦。母陳氏；繼母林氏；繼母黃氏。慈侍下。弟錫武。子鄭源渙。